# 劉美
劉美（1547年—1606年），字懋實，號蓉川，四川成都左護衛軍籍成都府成都縣人。

## 生平
正月二十四日生，行一，治《詩經》，由成都府學生中式四川鄉試第三十六名舉人，年二十八歲中式萬曆二年甲戌科會試第五十八名，第三甲第一百五十五名進士。孝事孀母。任洋縣令，調金壇，两邑皆著循聲。入為户部主事，司榷九江，以廉直自矢。任满，乞终養。所著有《臆説雜俎集解》。

## 家族
曾祖劉彥洪；祖劉俸；父劉南陽；母鄭氏。慈侍下，妻鄧氏，繼妻楊氏；弟胤；憲。